# Lijst van grietmannen van Menaldumadeel
Dit is een lijst van grietmannen van de voormalige Nederlandse grietenij Menaldumadeel in de provincie Friesland tot de invoering van de gemeentewet in 1851. 
| Ambtsperiode | Naam grietman                                                  | Leven        | Bijzonderheden |
| ------------ | -------------------------------------------------------------- | ------------ | --- |
| 1459 - 1483  | Liuwe Hinnes                                                   |              | |
| 1483 - 1487  | Haye van Rinia                                                 |              | |
| 1487 - 1505  | Wytze Laaszoon                                                 |              | |
| 1505 - 1508  | Ivo van Frittema                                               | †1540        | Afkomstig uit Groningen. Later plaatsvervangend grietman van Wymbritseradeel. Zoon Reinier werd grietman van Westdongeradeel. Foppe van Eminga was mogelijk   |
| 1508 - 1517  | Hessel van Martena                                             | ca.1461-1517 | Later grietman van het Bildt en grietman van Franekeradeel.                                                                                                   |
| 1517 - 1522  | Douwe Glins                                                    | †1522        | Zwager van Haye van Rinia. Waarschijnlijk zwager van Wytze Laaszoon.                                                                                          |
| 1524 - 1529  | Foppe van Eminga                                               |              | |
| 1529 - 1539  | Hette van Hemmema                                              | ca.1490-1572 | |
| 1539 - 1540  | Pieter van Groeningen                                          |              | |
| 1540 - 1542  | Watze van Ockinga                                              | †1575        | |
| 1542 - 1545  | Taeke Glins                                                    | †1551        | Zoon van Douwe Glins. |
| 1545 - 1561  | Laas Glins                                                     | †1566        | Zoon van Taeke Glins. |
| 1561 - 1572  | Wiebe van Grovestins                                           | †1600        | |
| 1572 - 1575  | Hette van Aebinga                                              | †1575        | Ondanks afkeuring van de bevolking toch benoemd. |
| 1576 - 1578  | Lolle van Ockinga                                              | †1609        | Zoon van Watze van Ockinga. Actief als hopman in Spaanse dienst en ging in ballingschap.                                                                      |
| 1578 - 1601  | Wiebe van Grovestins                                           | †1600        | Zelfde als vorige Wiebe van Grovestins. |
| 1601 - 1603  | dr. Tjalling van Eysinga                                       | 1562-1603    | |
| 1603 - 1613  | Idzart van Grovestins                                          | 1568-1613    | Zoon van Wiebe van Grovestins. |
| 1613 - 1639  | Tjerk van Herema                                               | †1655        | |
| 1639 - 1653  | Tjalling van Eysinga                                           | 1596-1653    | Zoon van de vorige Tjalling van Eysinga. |
| 1653 - 1679  | Edzard van Grovestins                                          | 1630-1679    | Neef van Idzart van Grovestins. |
| 1680 - 1680  | Frans Doecke van Cammingha                                     | 1654-1680    | Laatste Van Cammingha die voorkwam als heer van Ameland. |
| 1682 - 1729  | Sjuck Tjaert van Burmania                                      | 1658-1729    | |
| 1729 - 1738  | Georg Wolfgang thoe Schwartzenberg en Hohenlansberg            | 1691-1738    | mede vrij- en erfheer van Ameland |
| 1739 - 1766  | Georg Ulbe van Burmania                                        | 1715-1777    | |
| 1766 - 1783  | Georg Frederik baron thoe Schwartzenberg en Hohenlansberg      | 1733-1783    | zoon van G.W. thoe Schwarzenberg |
| 1783 - 1795  | Georg Wolfgang Carel Duco thoe Schwartzenberg en Hohenlansberg | 1766-1808    | zoon van Georg Frederik thoe Schwartzenberg en Hohenlansberg.                                                                                                 |
| 1795 - 1816  |                                                                |              | Geen grietmannen wegens de Franse Tijd. |
| 1816 - 1851  | Georg Frederik thoe Schwartzenberg en Hohenlansberg            | 1791-1868    | in 1813 was hij al schout van Menaldum; zoon van Georg Wolfgang Carel Duco thoe Schwartzenberg en Hohenlansberg, schoonvader van Wiardus Rengers Hora Siccama |